# RETScreen
Softwarový nástroj efektivního hospodaření s čistou energií RETScreen (obvykle zkráceno na RETScreen) je softwarový balík vyvinutý vládou Kanady. Software RETScreen Expert byl slavnostně uveden na konferenci Čistá energie na úrovni ministrů, která se konala v roce 2016 v San Franciscu. Software je dostupný v 36 jazycích, včetně češtiny.
RETScreen Expert je aktuální verze softwaru, která byla vydána pro veřejnost 19. září 2016. Software umožňuje komplexní identifikaci, posouzení a optimalizaci technické a finanční životaschopnosti potenciálních projektů obnovitelné energie a jejich energetické účinnosti; měření a ověřování skutečného výkonu zařízení a identifikaci úspor energie/výrobních příležitostí. Režim „Viewer“ v modulu RETScreen Expert je zdarma a umožňuje přístup ke všem funkcím softwaru. Na rozdíl od dřívějších verzí RETScreen je však nyní k dispozici na základě ročního předplatného nový „Profesionální režim“ (který umožňuje uživatelům ukládat, tisknout atd.).
Sada RETScreen Suite obsahující RETScreen 4 a RETScreen Plus je předchozí verze softwaru RETScreen. RETScreen Suite zahrnuje kogeneraci tepla a elektřiny a analýzu možností ostrovních systémů (off-grid).
Na rozdíl od sady RETScreen Suite je RETScreen Expert jediná integrovaná softwarová platforma. Využívá podrobné a komplexní archetypy pro posuzování projektů a zahrnuje schopnost analýzy portfolia. RETScreen Expert integruje několik databází na pomoc uživateli, včetně globální databáze klimatických podmínek získané z více než 6 700 pozemních stanic a satelitních dat NASA; srovnávací databázi; nákladovou databázi; projektovou databázi; hydrologickou databázi a databázi produktů. Software obsahuje rozsáhlé integrované výukové materiály, včetně elektronické učebnice.

## Historie
První verze RETScreen byla vydána dne 30. dubna 1998. RETScreen verze 4 byla uvedena 11. prosince 2007 na Bali v Indonésii kanadským ministrem životního prostředí. Verze RETScreen Plus byla vydána v roce 2011. Sada RETScreen Suite (integrace RETScreen 4 a RETScreen Plus a mnoho dalších vylepšení) byla vydána v roce 2012. Verze RETScreen Expert byla vydána pro veřejnost 19. září 2016.

## Požadavky programu
Program vyžaduje systém Microsoft® Windows 7 SP1, Windows 8.1 nebo Windows 10; a Microsoft® .NET Framework 4.7 nebo vyšší. V případě požadavku na provoz programu na počítačích Apple Macintosh, je nutné využít některý z virtualizačních nástrojů jako jsou Parallels Desktop, VirtualBox, nebo VMware Fusion pro systém MacOS X.

## Partneři
RETScreen je řízen pod vedením a trvalou finanční podporou Výzkumného střediska přírodních zdrojů Kanady CanmetENERGY, který je útvarem kanadské vlády. Hlavní tým využívá spolupráci s řadou dalších vládních a mezinárodních organizací, technickou podporu rozsáhlé sítě odborníků z průmyslu, vlády a akademické obce. Mezi hlavní partnery patří NASA Výzkumné středisko Langley, Obnovitelná energie a partnerství energetické účinnosti (REEEP), Ontarijský Provozovatel nezávislé elektrizační soustavy (IESO), UNEP energetický blok divize Technologie, průmysl a ekonomika, Globální zařízení pro životní prostředí (GEF), fond Světové banky Prototype Carbon Fund, a iniciativa udržitelné energie na Universitě York.

## Příklady použití
V únoru 2018 měl software RETScreen více než 575 000 uživatelů v každé zemi a teritoriu.
Nezávislá studie o dopadu odhadla, že do roku 2013 přineslo použití softwaru RETScreen celosvětově více než 8 miliard USD úspor nákladů v uživatelských transakcích, 20 MT snižování emisí skleníkových plynů ročně a umožnilo kapacitu nejméně 24 GW instalovaných čistých zdrojů energie.
RETScreen je široce používán pro usnadnění a implementaci projektů čisté energie. RETScreen byl například použit:
- při obnově Empire State Building při opatřeních v oblasti energetické účinnosti[22]
- ve výrobních zařízeních společnosti 3M Canada[23]
- ve velké míře v irské větrné energetice k analýze potenciálních nových projektů[24]
- ke sledování výkonnosti stovek škol v provincii Ontario[25]
- v programu společností Manitoba Hydro ke kombinované výrobě tepla a energie (optimalizace bioenergie) při prověření aplikací projektu[26][27]
- ke správě energie v areálech univerzit a kolejí[28]
- ve víceletém posouzení a hodnocení výkonu fotovoltaiky v kanadském Torontu[29][30]
- k analýze solárního ohřevu vzduchu v zařízeních U.S. Air Force[31]
- v technickém vybavení měst včetně identifikace možností pro energetickou účinnost vybavení v různých obcích provincie Ontario.[32][33]

Rozsáhlý výběr článků popisujících podrobně, jak byl software RETScreen použit v různých souvislostech, je k dispozici na stránce RETScreen na LinkedIn.
RETScreen slouží také jako výukový a výzkumný nástroj pro více než 1 100 vysokých škol a univerzitami na celém světě a je často citován v akademické literatuře. Příklady použití RETScreen v akademickém prostředí lze nalézt v kapitolách „Publikace a zprávy“ a „Univerzitní a vysokoškolské kurzy“ newsletteru RETScreen, který je přístupný prostřednictvím uživatelského manuálu ve staženém softwaru.
Použití RETScreen je nařízeno nebo doporučeno motivačními programy čisté energie na všech vládních úrovních po celém světě včetně UNFCCC a EU; Kanady, Nového Zélandu a Spojeného království; mnoha amerických států a kanadských provincií, měst a obcí a podnicích veřejných služeb. Národní a regionální vzdělávací workshopy RETScreen byly zavedeny na oficiální žádost vlády Chile, Saúdské Arábie, a 15 zemí v západní a střední Africe, a latinskoamerické energetické organizace (OLADE).

## Ocenění a uznání
V roce 2010 byla RETScreen International udělena cena Public Service Award of Excellence, což je nejvyšší ocenění, které kanadská vláda uděluje svým státním úředníkům.
Software RETScreen a tým RETScreen byli nominováni a obdrželi řadu dalších prestižních ocenění včetně Ernst & Young/Euromoney Global Renewable Energy Award, Energy Globe (Národní ocenění pro Kanadu) a GTEC Distinction Award Medal.

## Recenze
Posudek Mezinárodní energetické agentury vypracovaný na beta verzi popsal hydro-energetickou část softwaru jako „velmi působivou“. Evropská agentura pro životní prostředí vyhlásila RETScreen za „mimořádně užitečný nástroj.“ RETScreen byl také nazván „jedním z mála softwarových nástrojů a zdaleka nejlepší dostupný nástroj k hodnocení ekonomiky obnovitelných energetických zařízení“ a „nástroj k posílení...soudržnosti trhu“ pro čistou energii na celém světě.